# Criterium dos Abruzzos
O Criterium dos Abruzzos (oficialmente: Criterium d'Abruzzo) foi uma corrida de ciclismo profissional de um dia italiana que se disputava na região dos Abruzos.
Criou-se no 1993 disputando-se anualmente até à sua última edição em 2004. Durante esse tempo catalogada como corrida de categoria 1.5 (última categoria do profissionalismo), 1.4 e 1.3.

## Palmarés
| Ano  | Ganhador             | Segundo              | Terceiro            |
| ---- | -------------------- | -------------------- | ------------------- |
| 1993 | Gianluca Bortolami   | Andrea Ferrigato     | Michele Bartoli     |
| 1994 | Michele Bartoli      | Maximilian Sciandri  | Rolf Sørensen       |
| 1995 | Alberto Elli         | Andrea Ferrigato     | Gian-Matteo Fagnini |
| 1996 | Stefano Colagè       | Mirko Gualdi         | Claudio Chiappucci  |
| 1997 | Daniele Nardello     | Giorgio Furlan       | Stefano Colagè      |
| 1998 | Francesco Casagrande | Alessandro Bertolini | Fausto Dotti        |
| 1999 | Pascal Richard       | Gianmario Ortenzi    | Luca Mazzanti       |
| 2000 | Massimo Apollonio    | Alberto Loddo        | Sandro Giacomelli   |
| 2001 | Milan Kadlec         | Ruggero Marzoli      | Saso Sviben         |
| 2002 | Salvatore Commesso   | Daniele Bennati      | Ruggero Marzoli     |
| 2003 | Matteo Carrara       | Daniele Bennati      | Eddy Serri          |
| 2004 | Enrico Degano        | Matteo Carrara       | Paolo Bossoni       |

## Palmarés por países
| País    | Vitórias |
| ------- | -------- |
| Itália  | 11       |
| Suíça   | 1        |
| Chéquia | 1        |